# Convenzione di Moss
La Convenzione di Moss fu un accordo di cessate il fuoco firmato il 14 agosto 1814 tra il sovrano svedese Carlo XIII di Svezia e il Parlamento norvegese, lo Storting.

## Storia
Fu stipulato in seguito alla campagna svedese contro la Norvegia dovuto alle pretese di sovranità norvegesi contro la Svezia. Esso divenne di fatto un accordo di pace che portò all'unione tra Svezia e Norvegia dalla quale conseguì la dichiarazione di indipendenza della Norvegia nel 1905.
Nel 1814 la Danimarca-Norvegia fu alleata di Napoleone Bonaparte, e come conseguenza della sconfitta napoleonica, il 14 gennaio 1814 nel Trattato di Kiel la Norvegia venne ceduta al trono di Svezia e al suo sovrano Carlo XIII.
Nel tentativo di decidere del proprio destino, i norvegesi istituirono una propria assemblea parlamentare e costituzionale a Eidsvoll e il 17 maggio 1814 siglarono la Costituzione Norvegese, eleggendo il viceré al trono di Danimarca-Norvegia il principe Cristiano Federico di Danimarca.

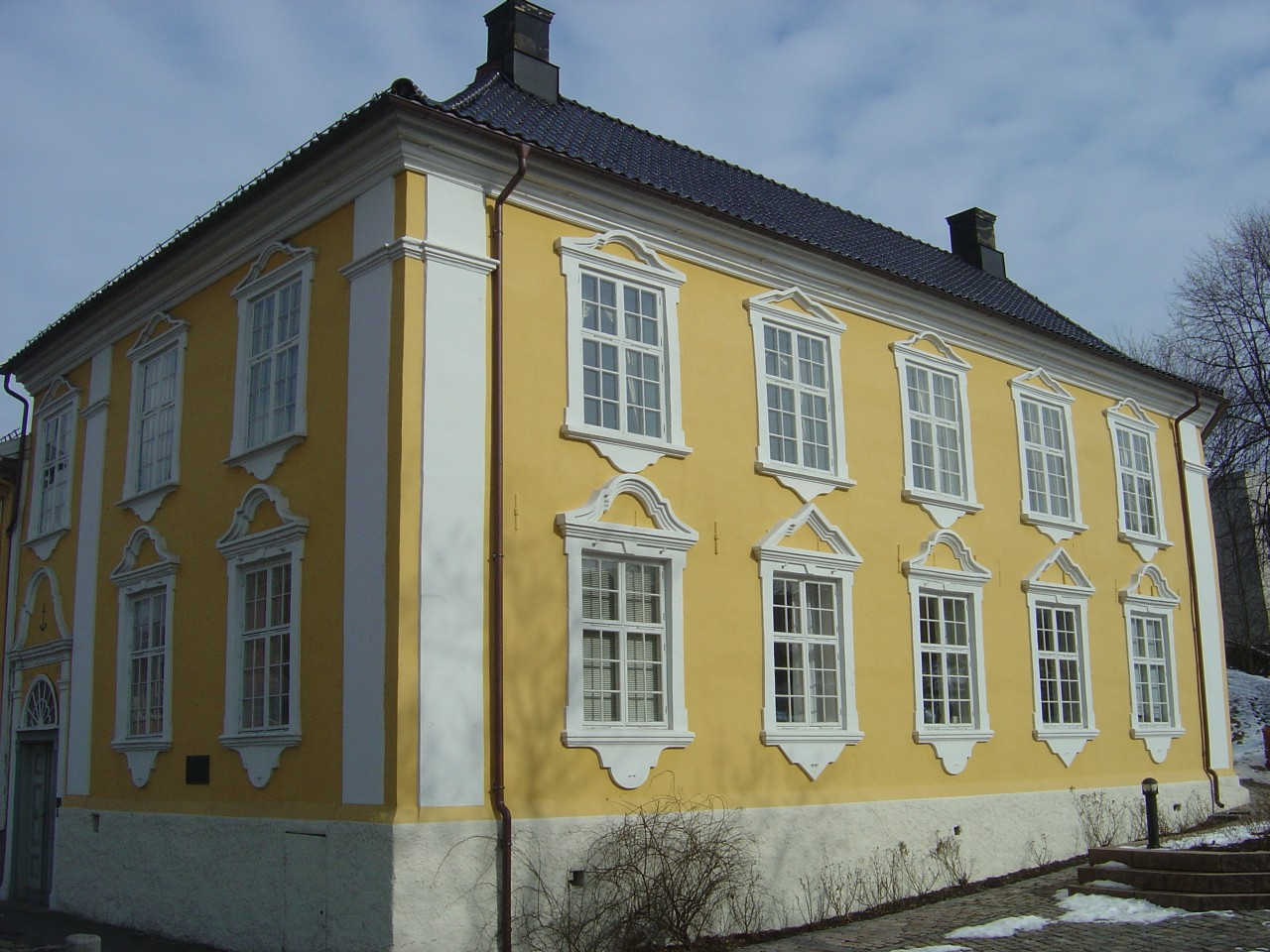
Foto del palazzo sede dei trattati della Convenzione di Moss

Il re svedese Carlo XIII di Svezia rifiutò di concedere l'indipendenza alla Norvegia e iniziò una campagna di soppressione dei moti indipendendtisti, attaccando le isole Hvaler e la città di Fredrikstad il 27 luglio 1814.
L'esercito svedese era numericamente superiore, meglio equipaggiato e addestrato, ed era guidato da uno dei migliori comandanti napoleonici, il neoeletto principe svedese Jean-Baptiste Jules Bernadotte. Per questo motivo gli svedesi vinsero velocemente e facilmente le battaglie cruciali della campagna, costringendo i norvegesi a siglare una tregua a Moss il 14 agosto 1814.
Nel trattato il principe Cristiano Federico eletto dal parlamento norvegese accettava di ritirare le proprie rivendicazioni sul trono norvegese e di fare ritorno in Danimarca se gli svedesi avessero accettato la Costituzione democratica norvegese e una unione meno restrittiva tra Norvegia e Svezia.
La Convenzione prevedeva quattro documenti separati tutti redatti in francese, secondo i quali:
- L'accordo veniva siglato dal principe svedese in nome del sovrano svedese e il Parlamento Norvegese. Gli Svedesi non riconoscevano le istanze del principe Cristiano Federico sul trono norvegese cosicché egli non doveva figurare come parte ufficiale in causa nell'accordo (sebbene venisse stipulato un parallelo accordo segreto che ne prevedeva il ritorno in Danimarca).
- Il Parlamento Norvegese avrebbe dovuto riunirsi in ottobre e ratificare tutti i punti dell'accordo.
- Il re di Svezia accettava la Costituzione norvegese tranne per i punti necessari di emendamenti sulla unione Svezia-Norvegia, ma tutti gli emendamenti dovevano essere ratificati dal Parlamento Norvegese.

Il popolo norvegese fu contrariato dalle concessioni fatte dal proprio Parlamento al sovrano svedese, e quando il generale Magnus Björnstjerna, che aveva rappresentato la Norvegia alla Convenzione di Moss, fece ritorno nella città di Christiania venne accolto con grande freddezza. I norvegesi attribuirono l'insuccesso dei moti indipendentisti alle incapacità politiche del proprio governo e a quelle militari del proprio esercito.